# Drusi
I drusi costituiscono un gruppo etnoreligioso arabo praticante una dottrina monoteista di derivazione musulmana sciita ismailita, distribuito principalmente tra Siria, Libano, Israele e Giordania.

## Etimologia
L'etimologia della parola deriva dall'egiziano al-Darazī. Egli fu uno dei primi esponenti di una nuova dottrina riformista originatasi in Egitto agli inizi dell'XI secolo, all'interno della corrente ismailita, allorché alcuni teologi dichiararono che l'allora regnante imam fatimide al-Ḥākim era una figura divina. I drusi stessi lo considerano comunque un eretico. Anche se la fede originariamente si è sviluppata dall'isma'ilismo, gran parte dei drusi non si identificano come musulmani.
Non è più accreditata l'ipotesi che mette in dubbio l'origine islamica ismailita del movimento adducendo l'argomentazione che i drusi, per il fatto di costituire un'eterodossia piccola e senza particolare forza politica o economica, si sarebbero spacciati come seguaci di un movimento con una base islamica, sia pur ampiamente modificata, per sfuggire alle repressioni islamiche.
I drusi si riferiscono a loro stessi come muwaḥḥidūn ("unitariani") e considerano padre spirituale e fondatore il profeta preislamico Shu'ayb, da essi identificato nel biblico Ietro, il suocero di Mosè. Il luogo identificato come la sua tomba, presso Hittin, è considerato sacro. Il 25 aprile di ogni anno vi si tiene un'assemblea della comunità drusa.

## Storia
Considerati dai musulmani ortodossi perlopiù eretici o infedeli, sono stati oggetto di persecuzioni già a partire dal regno del fatimide al-Zahir, figlio e successore di al-Ḥākim. Nel corso dei seguenti secoli essi si stabilirono principalmente nel Monte Libano, nel Gebel Druso, nelle alture del Golan e in Galilea, dove ancora oggi risiedono.

## Dottrina
La dottrina drusa è piuttosto complessa; essa, oltre agli elementi dell'islam, accoglie anche elementi dell'ebraismo, dell'induismo e del cristianesimo, sostenendo la fede in un principio divino, l'ʿaql al-faʿʿāl (intelletto attivo). Lʿaql può manifestarsi in forma umana e secondo la comunità drusa l'ultima di queste manifestazioni si è avuta appunto nell'Imām-califfo al-Hākim, nell'XI secolo. Dal 1043 è stata dichiarata chiusa la "porta dell'adesione", quindi solo chi è figlio di drusi può essere considerato parte della comunità.
I drusi credono nella trasmigrazione delle anime dopo la morte, cioè nella metempsicosi, ma tutto il loro credo è circondato da un alone di mistero, perché la parte fondamentale delle loro concezioni dottrinarie è caratterizzata da un accentuato esoterismo ed è quindi rivelata con grande circospezione solo a chi sia ritenuto pronto e degno d'accoglierla da un maestro di grado superiore.
I testi sacri del drusismo sono il Corano e le Lettere della Saggezza; i drusi considerano con grande venerazione anche la Bibbia, le opere filosofiche di Platone e degli altri filosofi influenzati da Socrate. Per i drusi Dio è talmente sacro che non si può nominare.

## Distribuzione

### Siria
I drusi siriani sono distribuiti nel Gebel druso, nelle aree attorno al monte Hermon, in Jabal al-Summaq, nella Ghuta, principalmente a Jaramana, Sahnaya, Ashrafiyat Sahnaya e Jdeidat Artouz, oltreché nelle alture del Golan.

### Libano
Costituenti circa il 5% della popolazione, i drusi libanesi sono distribuiti principalmente nei distretti dello Shuf, di Aley, di Hasbaya, di Rashaya e di Marjayoun. Sono ufficialmente considerati musulmani e secondo il Patto Nazionale è a loro riservata la carica di capo di stato maggiore dell'esercito.
Durante la guerra civile siriana del 1860 i drusi si scontrarono coi cristiani nel Monte Libano e a Damasco. A partire dal XX secolo la comunità drusa libanese si associò in gran parte al panarabismo e al Partito Socialista Progressista; durante la guerra civile libanese i militanti drusi sostennero l'Organizzazione per la Liberazione della Palestina (OLP) e si scontrarono con le milizie cristiane maronite.

### Israele
I drusi israeliani costituiscono poco meno di un decimo degli arabi israeliani e sono concentrati in Galilea, nel monte Carmelo e nelle alture del Golan. L'élite drusa e gran parte della comunità è stata storicamente vicina allo Stato di Israele. Gli uomini drusi sono tenuti a servire nelle forze di difesa israeliane (IDF). I drusi delle alture del Golan si identificano invece nella stragrande maggioranza come siriani.

### Giordania
I drusi si stabilirono in Transgiordania a partire dal 1918, provenienti dal vicino Gebel druso in Siria. Sono concentrati principalmente ad Azraq, Amman, al-Zarqa e Umm al-Quttein.